# なれのはて
『なれのはて』は、加藤シゲアキによる長編小説。2023年10月25日に講談社より書き下ろしで刊行。
著者初の時代小説であり、また初めて戦争や差別、横暴するジャーナリズムなどの社会問題をテーマに扱った作品である。
舞台は、東京、秋田、新潟、そして時代も令和から、戦前戦後の昭和、そして大正までに及ぶ。戦争の悲劇、暴走する正義、差別、科学技術の功罪、芸術の可能性、家族の愛など様々な内容を扱い、白黒で分けられない「正しさ」を主題としている。人間の業と向き合い、そして力強く生き抜こうとする人々の姿を1枚の不思議な絵の謎を通じて描き、エンターテイメント小説として昇華させた書き下ろし巨編である。

## 概要
自身6作目の長編小説（短編集を含めると7作目）。構想と執筆に約3年をかけ、プロットは2万字、原稿用紙で最大800枚に及んだ。
物語のきっかけとなるのは、日本最後の空襲といわれる秋田・土崎空襲である。
2023年10月18日、発売前重版（2刷）。発売以来、各書店での売上ランキング1位を席巻。週間2.3万部を売上げ、「オリコン週間BOOKランキング」（オリコン調べ2023/11/6付：集計期間2023/10/23～10/29）で自身初となる1位を達成した。
同年11月10日の4刷をもって発売から2週間での発行部数10万部を突破。
小説現代10月号（2023年9月22日発売）に本作の特集が組まれ、著者のロングインタビュー、土崎空襲の現地取材の模様とともに、先行して本文が全文掲載された。
オフィシャルプロモーションムービー（アニメーション）が制作され、PERIMETRONのOSRINが手がけた。
2023年12月14日、第170回直木三十五賞候補に2度目の選出（受賞はならず) 。本屋大賞11位。

## あらすじ
ある事件をきっかけに報道局からイベント事業部に異動することになったテレビ局員・守谷京斗(もりや・きょうと)は、異動先で出会った吾妻李久美(あづま・りくみ)から、祖母に譲り受けた作者不明の不思議な絵を使って「たった一枚の展覧会」を企画したいと相談を受ける。しかし、絵の裏には「ISAMU INOMATA」と署名があるだけで画家の素性は一切わからない。二人が謎の画家の正体を探り始めると、秋田のある一族に辿り着く。現在の当主は絵の存在を知ると、破格な値段で買い取ると言い出した。なぜ誰も知らない画家の絵にそこまでの額を提示するのか。その謎を明らかにしていくなかで、守谷はもう一度ジャーナリズムの世界にいる自分を見つめ直す。正義とは何か。報道は何のために必要なのか。やがて辿り着いたのは、一枚の絵に蠢いていた隠された歴史であり、多くの人の命運を分けた悲劇であり、そしてやるせない時代に翻弄されながらも確かに生きた人間の熱情だった。

## 社会問題を扱うことについて
- 戦争の時代を扱うにあたり、生々しい記憶が残る悲しみの歴史をどこまで書くことが許されるのかということについて強く悩んだと明かしている。これについては新型コロナウイルスを扱った小説を読んで現段階での結論を得たという。即ち、「歴史を記録するという思いに駆り立てられて書く」ということである。実際に戦争に関わる仕事（NHKの特番など）で実体験した者の記憶や証言が年々薄れていくのを実際に目にするなかで、記録することの使命感を感じつつあった[10]。フィクションの中に記録できるのならば、エンタメとして書いてもいいのではないか、その場にいた誰にでも可能性があった様子を誠実に描けばいいと考えることで罪悪感は薄れたという[注 2][11]。
- なぜ今、小説という形で戦争を扱うのかについて、特に若い人にはノンフィクションや資料では届かないものも、物語にすることで人の心により深く入れるというのは、自身も経験してきており[12]、まさに物語にすること、物語の力が重要だと考えた[注 3]。芸能界にいるから小説家デビューできたと自認しているゆえ、かねてより自身の使命はより多くの人に読書の楽しさを広めることであると考えてきたが、特にその思いから書いた前作『オルタネート』が文壇でも高い評価を得たことで、使命を果たせた、そして社会派の作品を書く資格と自信がついたと考えられるようになったことが影響している[2][13][10]。文学界の一端を担っている責任を新たに[注 4]覚悟するとともに、30代半ばになって、次は自分自身が作家として書きたい種類のもの、書くべきものとじっくり向き合いたいと思っていたので[2]、今作で戦争や社会問題を扱った。
- 最もセンシティブだったのは発達障害や自閉症スペクトラムだったという。ストーリー上必要な要素ではあったが、当事者を物語に組み込むことで、都合よく利用していると思われたり、書く上で誤解がないようにすること、また解明されていないことが多い分野であるため、類型的に扱わないよう細心の注意が払われている[14]。
- 報道やジャーナリズムの在り方に少なからず切り込んでいくなかで、旧ジャニーズ事務所所属のタレントという立場ゆえに、邪な視点で捉えられる可能性が十分に考えられ、また図らずも初稿上梓後に作中の内容に重なる出来事（安倍晋三元首相銃殺、ウクライナ戦争勃発）が起き、書かなくてはならないという気持ちと書いていいのだろうかという気持ちの間で、自らに書く資格はあるのかを何度も自問自答した[注 5][注 6]が、自身を曲げて書いたり、特定の内容を避けたりすることはしていない[注 7][注 3]。特に刊行を前に所属事務所の問題が起こったことで、本書の捉えられかたについて不安があった[注 6]が、それでも真摯に向き合った結果なので、覚悟を持って責了に至ったという[15][11][注 5]。

## 能登半島地震復興支援企画「あえのがたり」
2024年の年明けから、作家として物語の持つ力で災害復興支援をなにかできないかと考えていた加藤シゲアキが『なれのはて』の第170回直木賞落選の夜、加藤が彼を労いに集った作家の今村翔吾、小川哲を誘う形で、能登半島地震復興支援企画「あえのがたり」を発起した。
「小説現代（講談社）」のweb版に小説家が小説を寄稿して連載、本として刊行するときは全国で買えるようにし、作家の印税と出版社の利益の部分を全額寄付する。現在の被災者には本が手元に届かないかもしれないのでwebで連載をし、また後日、小説として刊行すれば後の被災地でも“電気の要らないエンタメ”として利点を発揮し、人々の心に寄り添うことを見据えている。さらに、この企画の最大の利点であり狙いは「本」という残り続ける形を通して長期的支援をすることで、日本のチャリティーの短所でもある一過性を克服すること、および本として後世にまで記録や記憶を残し、ずっと後からでも思いを馳せることができるようにすること、忘却に抗うことである。
「あえのがたり」の語源は、奥能登地域の農家で、稲作を守る“田の神様”を祀り、感謝をささげる儀礼を示す「あえのこと」から。「あえ＝おもてなし」、「こと＝祭り」を表し、被災地の方を物語でおもてなししようという意図で「あえのがたり」と名付けられた。

## その他
- 前作『オルタネート』刊行時には次作を講談社から出すという話が持ち上がっていた[11]。
- 2023年8月21日から22日の二日にわたって、土崎空襲の現地取材を行っている。小説現代10月号にその模様が掲載されている。また秋田魁新報とNHK秋田放送局もこれを取材した。[注 9]
- 秋田を舞台にしたのは著者の母の出身地であるため、以前から秋田を舞台にしたものを書きたいと考えていたためである[18]。
- 当初は、自身で作品制作を行っており法学部出身[注 10]でもある加藤がなじみ深い「特許」を扱った作品を構想していたが、その特性を活かせるストーリーがなかなか見えてこなかった[注 11]。一方で、石油や、石油化学製品のこと、エネルギー問題、SDGsなどについても興味をもっており、秋田に油田があったことも幼少のころから知っていた。石油製品に関連して油絵やアクリル画の話を講談社の編集担当と交わし、「著作権」を軸にしたストーリーを考え始めた[18]。一方で出生地が広島であることもありNHK広島の戦争関連の仕事を続けてきた加藤は被爆者から広島の戦争を書いて欲しいと言われることも多く、さらに同世代の作家の間で戦争についての意識や危機感が一気に高まっており、戦争に向きあわなければという意識も生まれつつあった[12]。ただ、広島を舞台にした優れた作品は既に数多存在し、自身が書く意味の余地を見いだせなかった。そこで母の出身地である秋田の空襲を調べたところ『日本最後の空襲』があったことを知り、さらに秋田が有数の産油地であったために狙われたのだということから、石油を中心に著作権と戦争をテーマにした物語が重なったことで着想に至った[注 12][13]。
- 報道に関する部分を描くにあたっては、朝の情報番組のコメンテーター[注 13]の経験が反映されている[注 14]。
- 本作の発売発表に合わせて、加藤シゲアキ個人のXおよびInstagramアカウントが開設された。